# نهر كوتي
نهر كوتي ( (بالبرتغالية: Rio Coti‏) ) هو نهر في ولاية أمازون شمال غرب البرازيل، وهو أحد روافد نهر كوروكيتي.
يتدفق النهر عبر حديقة مابينجاري الوطنية، وهي وحدة حفظ 1,776,914 هكتار (4,390,850 أكر) تم إنشاؤها في عام 2008. 